# Azé (Saône-et-Loire)
Azé là một xã ở tỉnh Saône-et-Loire trong vùng Bourgogne-Franche-Comté miền trung Pháp.

## Thông tin nhân khẩu
Theo điều tra dân số năm 1999, xã này có dân số 940.
Con số ước tính năm 2004 là 981 người.